# Johannes von Tralau

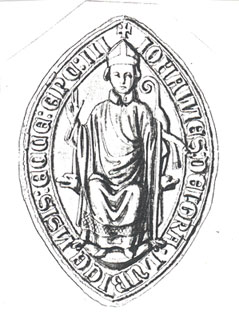
Siegel von Bischof Johannes III. von Tralau

Johannes von Tralau, auch Tralowe († 4. Januar 1276) war als Johannes III. Bischof von Lübeck.

## Leben
Johannes von Tralau war vor seiner Ernennung zum Bischof Scholastiker in Lübeck. Unter ihm endete der Streit wegen der Vogtei in Eutin, indem er am St. Thomastag 1261 mit 700 Mark die Restschuld beglich. Er verstand sich gut mit dem Lübecker Rat und war gegenüber seinen Domherren streng. Vom Deutschen Orden brachte er 1261/62 den Ort Riepsdorf im Lande Oldenburg (Ribegkesdorpe) für 400 Mark lübisch zum Bistum, zugleich die Gerichtsbarkeit und den Zehnten in Malente (Melente). Des Weiteren 12 bischöfliche Tafelgüter, die er für 225 Mark von Otto von Plön erworben hatte. Er verglich sich mit der Gutsherrenschaft in Moisling wegen des Zehnten von den Orten Moisling, Recke und Niendorf, welcher zusammen auf sechs Mark lübisch festgesetzt war. Am 19. November 1274 belehnte der römisch-deutsche König Rudolf I. seinen „silectus princeps“ mit dem Hochstift, Regalien und Weltlichkeiten. Er ist der Erbauer von Schloss Eutin. Zu seiner Zeit brannte die Lübecker Marienkirche, die aus dem folgenden Wiederaufbau ihr heutiges Aussehen erhielt.